# Martine Beswick
Martine Beswick (ur. 26 września 1941 w Port Antonio) – brytyjska aktorka i modelka, znana z dwóch filmów o przygodach Jamesa Bonda.

## Wybrana filmografia
- 1963: Pozdrowienia z Rosji
- 1965: Operacja Piorun
- 1966: Milion lat przed naszą erą
- 1967: John Bękart
- 1967: Gringo
- 1980: Melvin i Howard
- 1987: Od szeptu w krzyk
- 1987: Cyklon
- 1991: Trancers 2
- 1993: Bezkresne Morze Sargassowe
- 1995: Strach na wróble